# Podział administracyjny Malawi
Malawi podzielone jest na 3 regiony, które dzielą się na 28 dystryktów.

Podział administracyjny Malawi

- Region Centralny (kolor żółty)
  - 1 – Dedza
  - 2 – Dowa
  - 3 – Kasungu
  - 4 – Lilongwe
  - 5 – Mchinji
  - 6 – Nkhotakota
  - 7 – Ntcheu
  - 8 – Ntchisi
  - 9 – Salima

- Region Północny (kolor czerwony)
  - 10 – Chitipa
  - 11 – Karonga
  - 12 – Likoma
  - 13 – Mzimba
  - 14 – Nkhata Bay
  - 15 – Rumphi

- Region Południowy (kolor zielony)
  - 16 – Balaka
  - 17 – Blantyre
  - 18 – Chikwawa
  - 19 – Chiradzulu
  - 20 – Machinga
  - 21 – Mangochi
  - 22 – Mulanje
  - 23 – Mwanza
  - 24 – Nsanje
  - 25 – Thyolo
  - 26 – Phalombe
  - 27 – Zomba
  - 28 – Neno[a]